# Piedra Parada
Piedra Parada est une localité rurale argentine située dans le département de Languiñeo, dans la province de Chubut. Elle est située sur la route provinciale 22.

## Géographie
La localité est située sur les rives du río Chubut, à 763 mètres d'altitude, à proximité de la route provinciale 12 et à 40 km de Gualjaina. L'école secondaire rurale, no 7706, dispose d'un service Internet.

## Toponymie
Le nom de la localité provient d'une formation rocheuse, Piedra Parada, de 285 m de haut et 100 m de large, située dans la vallée du Río Chubut, qui fait partie depuis 2006 d'une zone naturelle protégée de la province de Chubut, avec une superficie protégée de 132 ha.

## Première ascension
La Piedra Parada a été escaladée pour la première fois en 1993 par les alpinistes argentins Damián Benegas et Pablo De La Fuente. Plusieurs ascensions ont suivi, jusqu'à ce qu'il devienne le site du célèbre Petzl RockTrip en 2012.